# Zambia International 2017
Die Zambia International 2017 als offene internationale Meisterschaften von Sambia im Badminton fanden vom 30. November bis zum 3. Dezember 2017 in Lusaka statt.

## Sieger und Platzierte
| Disziplin    | Gold                           | Silber                             | Bronze                               |
| ------------ | ------------------------------ | ---------------------------------- | ------------------------------------ |
| Herreneinzel | Misha Zilberman                | Jonathan Persson                   | Maxime Moreels                       |
| Herreneinzel | Misha Zilberman                | Jonathan Persson                   | Georges Paul                         |
| Dameneinzel  | Kate Foo Kune                  | Ksenia Polikarpova                 | Dorcas Ajoke Adesokan                |
| Dameneinzel  | Kate Foo Kune                  | Ksenia Polikarpova                 | Grace Gabriel                        |
| Herrendoppel | Aatish Lubah Georges Paul      | Kapil Chaudhary Brijesh Yadav      | Chongo Mulenga Kalombo Mulenga       |
| Herrendoppel | Aatish Lubah Georges Paul      | Kapil Chaudhary Brijesh Yadav      | Matej Hliničan Jonathan Persson      |
| Damendoppel  | Silvia Garino Lisa Iversen     | Shamim Bangi Aisha Nakiyemba       | Elizaberth Chipeleme Ngandwe Miyambo |
| Damendoppel  | Silvia Garino Lisa Iversen     | Shamim Bangi Aisha Nakiyemba       | Botho Makubate Leungo Tshweneetsile  |
| Mixed        | Jonathan Persson Kate Foo Kune | Misha Zilberman Svetlana Zilberman | Kalombo Mulenga Elizaberth Chipeleme |
| Mixed        | Jonathan Persson Kate Foo Kune | Misha Zilberman Svetlana Zilberman | Juma Muwowo Ogar Siamupangila        |